# Eucurtiopsis carinatus
Eucurtiopsis carinatus är en skalbaggsart som först beskrevs av Michael S. Caterino 2000.  Eucurtiopsis carinatus ingår i släktet Eucurtiopsis och familjen stumpbaggar. Inga underarter finns listade i Catalogue of Life.